# Spurpflug

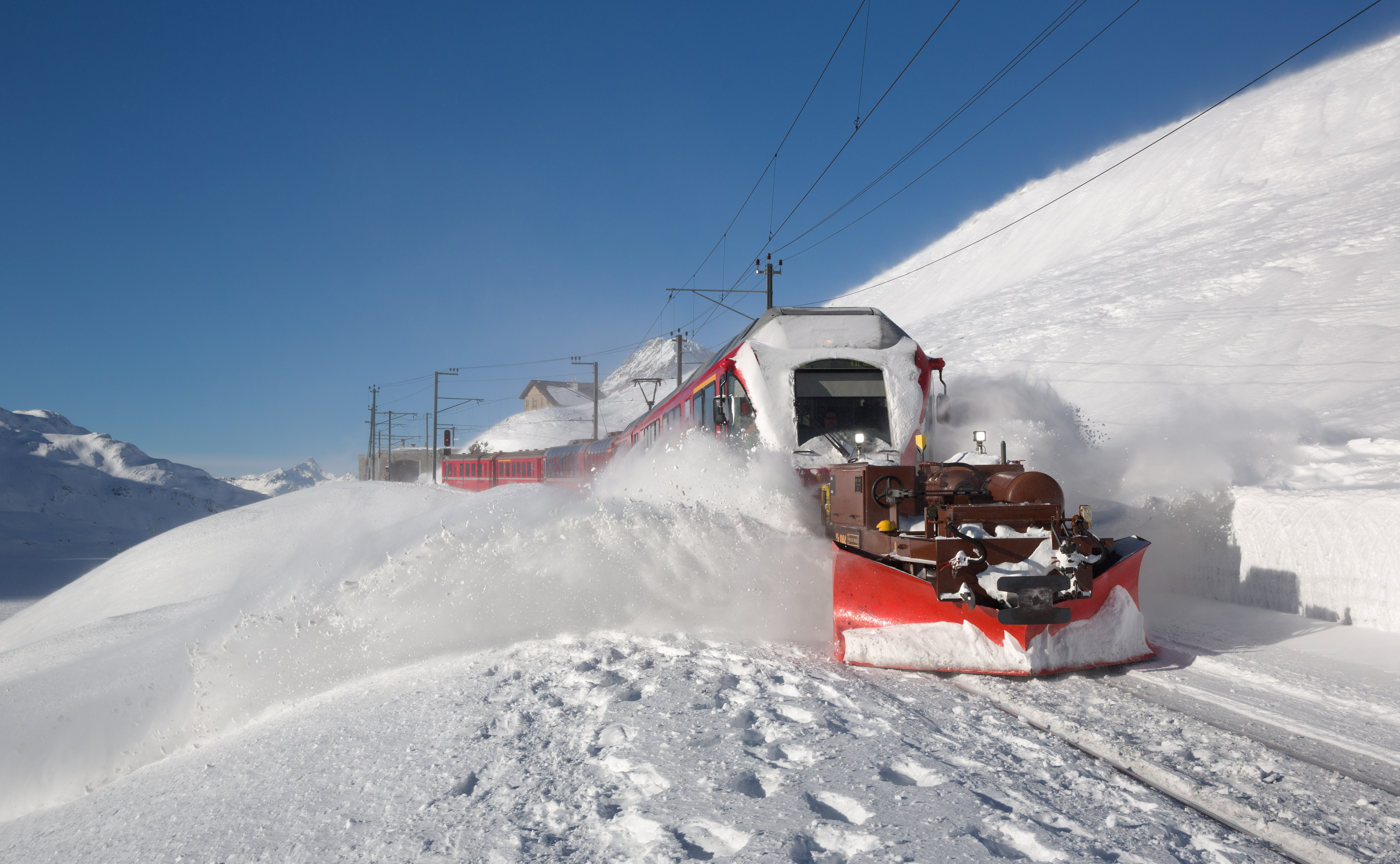
Spurpflug der Rhätischen Bahn im Einsatz vor einem Triebzug

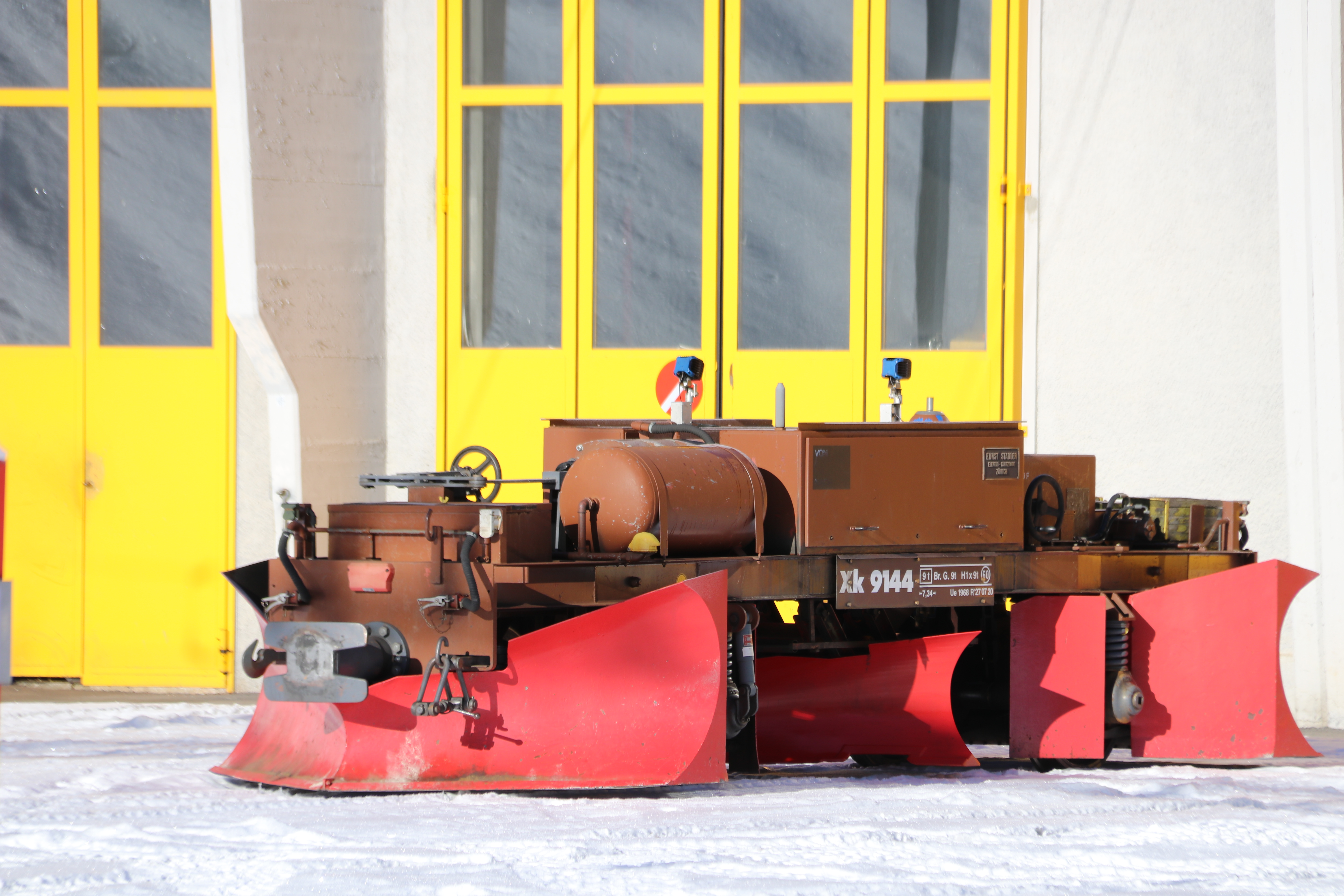
Spurpflug der Rhätischen Bahn in Pontresina

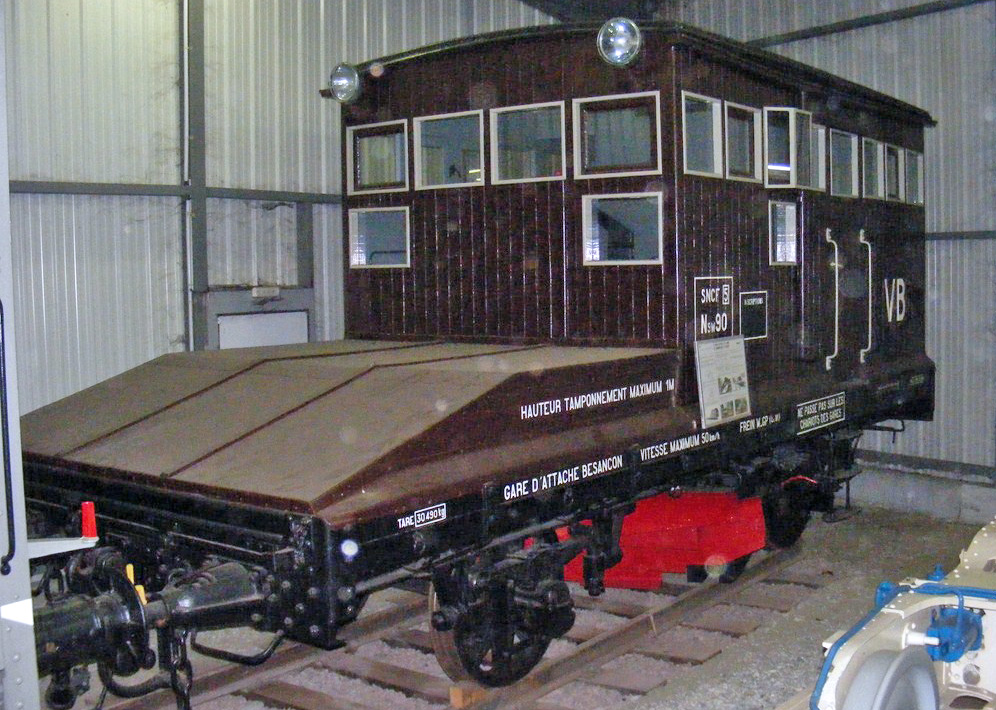
Spurpflug einer frühen französischen Bauart mit Räumschild nur für eine Fahrtrichtung

Ein Spurpflug ist ein Eisenbahnfahrzeug, das den Raum zwischen den Schienen von Schnee und Eis befreit. Während ein konventioneller Schneepflug Schnee nur über der Oberfläche der Schienen entfernen kann, entfernt der Spurpflug Schnee und Eis unterhalb der Schienenoberkante, dort, wo sich die Spurkränze der Eisenbahnfahrzeuge befinden. Damit können Entgleisungen verhindert werden, die dadurch entstehen, dass der Zwischenraum zwischen den Schienen des Gleises mit verdichtetem Schnee und Eis gefüllt ist und die Räder der Fahrzeuge angehoben werden, so dass die Schienen sie nicht mehr sicher führen können. Oft sind Spurpflüge mit großen Schneepflügen, mit Schneeschleudern oder mit Schneefräsen kombiniert.
Es gibt verschiedene Bauformen von Spurpflügen. Es kann nur ein Pflugschild vorhanden sein oder je einer für den Auswurf nach links und nach rechts oder in der Form eines schmalen Keilpflugs. Pflugschilde oder Keilpflug können für eine oder beide Fahrtrichtungen vorhanden sein. Der Pflug wird unter die Schienenoberkante abgesenkt und pflügt während der Fahrt den Schnee und das Eis zur Seite und aus dem Schienenzwischenraum heraus. Um eine Beschädigung des Pflugs und der Gleisanlagen zu vermeiden, muss der Bediener sie anheben, wenn sich der Spurpflug einer Weiche oder einem Bahnübergang nähert. Auf Strecken, auf denen Spurpflüge oft im Einsatz sind, finden sich Markierungen für die Bediener, wo der Pflug anzuheben ist.
Die Rhätische Bahn setzt seit 1966 Schnee- und Spurpflüge (X 9141ff) ein, die vom Führerstand des schiebenden Triebfahrzeugs aus über eine Steuerleitung bedient werden können. Der Spurpflug wird hydraulisch gehoben oder gesenkt. Das Fahrzeug besteht aus je einem breiten Keilpflug auf fixer Höhe in jede Fahrtrichtung und dazwischen je einem absenkbaren schmalen Keilpflug, der als eigentlicher Spurpflug wirkt. Zuvor setzte sie bereits handbediente Spurpflüge ein, die an einem geschobenen Wagen montiert waren und von diesem aus bedient wurden.